# Obrvaň
Obrvaň (německy Woberwein) je část města Ledeč nad Sázavou v okrese Havlíčkův Brod. Nachází se na severozápadě Ledče nad Sázavou. Obrvaň je také název katastrálního území o rozloze 2,56 km².

## Historie
Roku 1545 si vesnici nechala do zemských desek zapsat Markéta Ledecká z Říčan jako součást ledečského panství.